# 常嗣新
常嗣新（1947年7月—），男，汉族，山西大同人，中国民间文艺学家，曾任中国民间文艺家协会副主席，山西省民间文艺家协会主席。